# Mercedes-Benz W111
Mercedes-Benz W111 är en personbil, tillverkad av den tyska biltillverkaren Mercedes-Benz mellan augusti 1959 och juli 1971.

## Sedan (1959-68)
W111 introducerades i augusti 1959 i tre versioner med olika utrustningsnivå och trimningsgrad av den, vid det här laget, välbekanta 2,2-literssexan. Karossen, som delades med den fyrcylindriga W110, var försedd med panoramarutor och fenor. Detta hade varit högsta mode i USA på 1950-talet, men gjorde nu att bilen ganska snart kändes bedagad. Därför presenterades efterträdaren W108 redan i augusti 1965.
Men Mercedes-Benz gav inte upp W111-karossen för det. I juli 1965 introducerades 230 S som en instegsmodell till S-klassen. Modellen tillverkades fram till januari 1968. Därefter försvann sedanversionen av Heckflossen.
Produktionen uppgick till 338 004 fyrdörrarsvagnar.
Versioner:
| Modell | Årsmodell | Motor                         | Cylindervolym | Effekt | Bränslesystem            |
| ------ | --------- | ----------------------------- | ------------- | ------ | ------------------------ |
| 220    | 1960-65   | M180 IV: 6-cyl radmotor ohc   | 2195 cm³      | 95 hk  | Dubbla Solex-förgasare   |
| 220 S  | 1960-65   | M180 V: 6-cyl radmotor ohc    | 2195 cm³      | 110 hk | Dubbla Solex-förgasare   |
| 220 SE | 1960-65   | M127 III: 6-cyl radmotor ohc  | 2195 cm³      | 120 hk | Bosch bränsleinsprutning |
| 230 S  | 1966-68   | M180 VIII: 6-cyl radmotor ohc | 2195 cm³      | 120 hk | Dubbla Zenith-förgasare  |

## Coupé/Cabriolet (1961-71)
Även om sedanen lidit en förtidig död på grund av modenycker, gav den upphov till en av efterkrigstidens mest uppskattade Mercedes-modeller: tvådörrarsvarianten. I februari 1961 introducerades den täckta coupén och i september den öppna cabrioleten som 220 SE. Karossen var en vidareutveckling av sedanens linjer, men genom att tona ned fenorna och mjuka upp linjerna skapades en kaross som idag är mycket eftertraktad bland bilentusiaster.
I augusti 1965 kom 250 SE, med motor och övriga förbättringar från W108.
I november 1967 ersatte 280 SE, med större motor. Produktionen upphörde i maj 1971.
Mellan augusti 1969 och juli 1971 producerades 280 SE 3.5 med V8-motor.
Produktionen uppgick till 32 804 tvådörrarsvagnar.
Versioner:
| Modell     | Årsmodell | Motor                        | Cylindervolym | Effekt | Bränslesystem            |
| ---------- | --------- | ---------------------------- | ------------- | ------ | ------------------------ |
| 220 SE     | 1961-65   | M127 III: 6-cyl radmotor ohc | 2195 cm³      | 120 hk | Bosch bränsleinsprutning |
| 250 SE     | 1966-67   | M129: 6-cyl radmotor ohc     | 2496 cm³      | 150 hk | Bosch bränsleinsprutning |
| 280 SE     | 1968-71   | M130: 6-cyl radmotor ohc     | 2778 cm³      | 160 hk | Bosch bränsleinsprutning |
| 280 SE 3.5 | 1970-71   | M116: 8-cyl V-motor ohc      | 3499 cm³      | 200 hk | Bosch bränsleinsprutning |

## Bilder

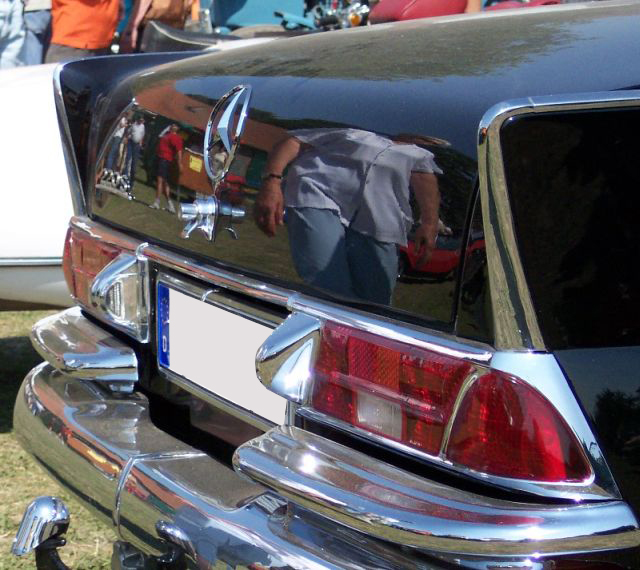
Dessa fenor...
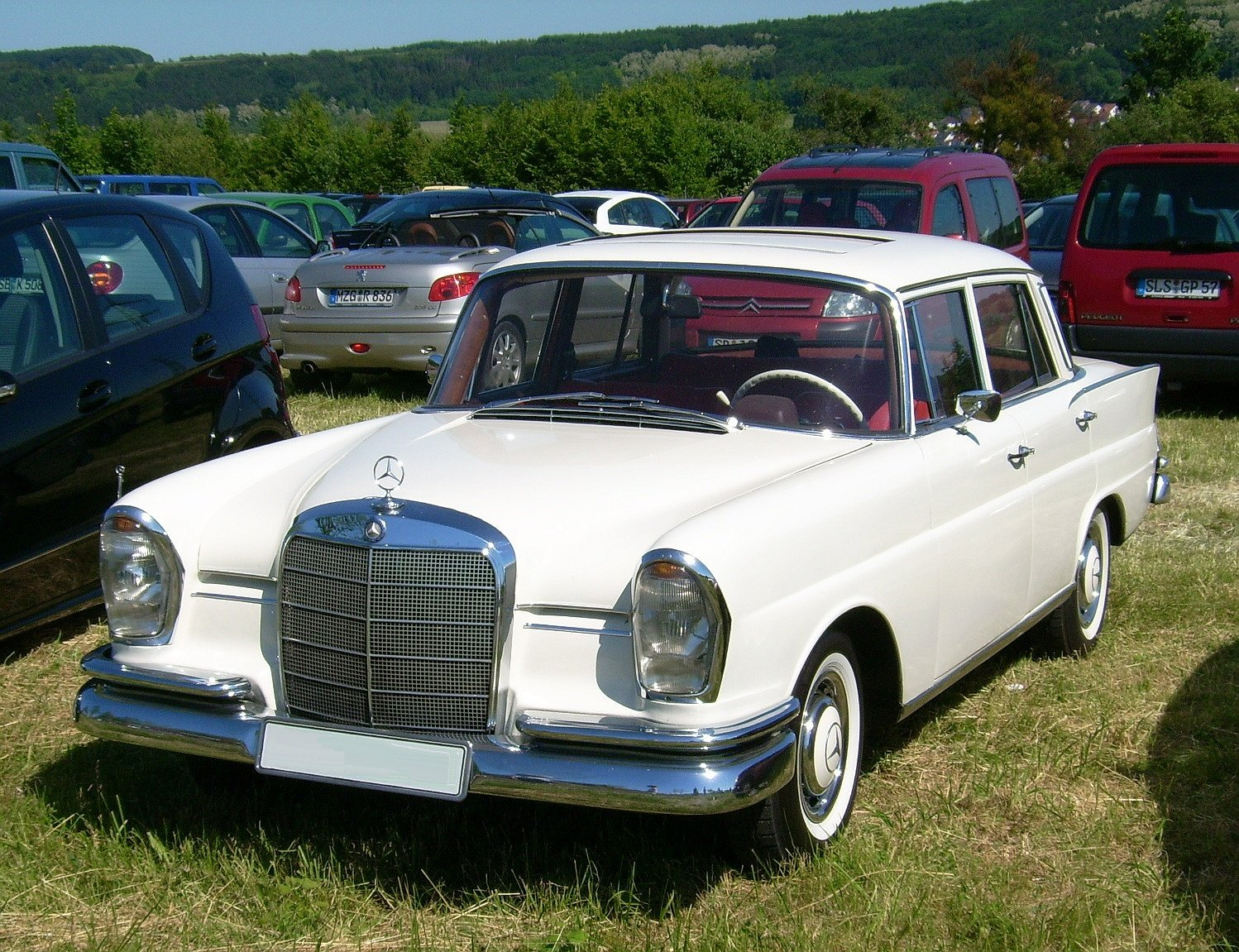
W111 sedan
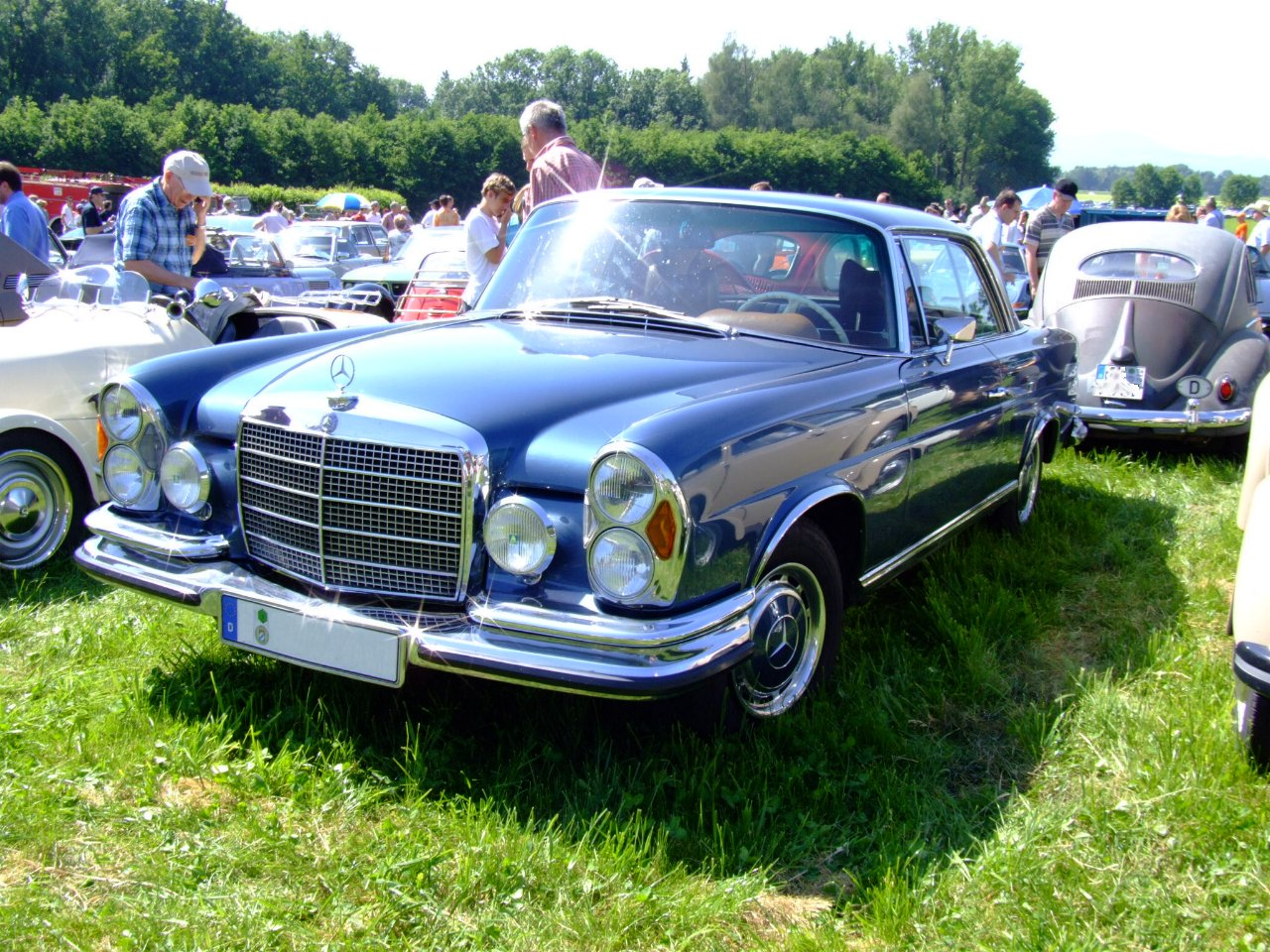
W111 coupé Flachkühler
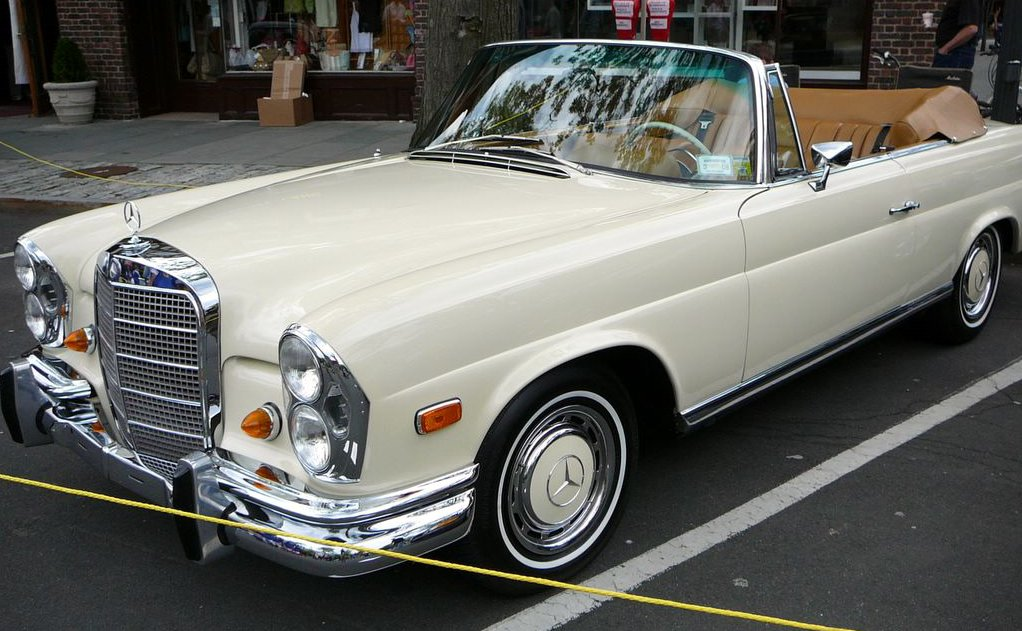
W111 cabriolet i USA-utförande.
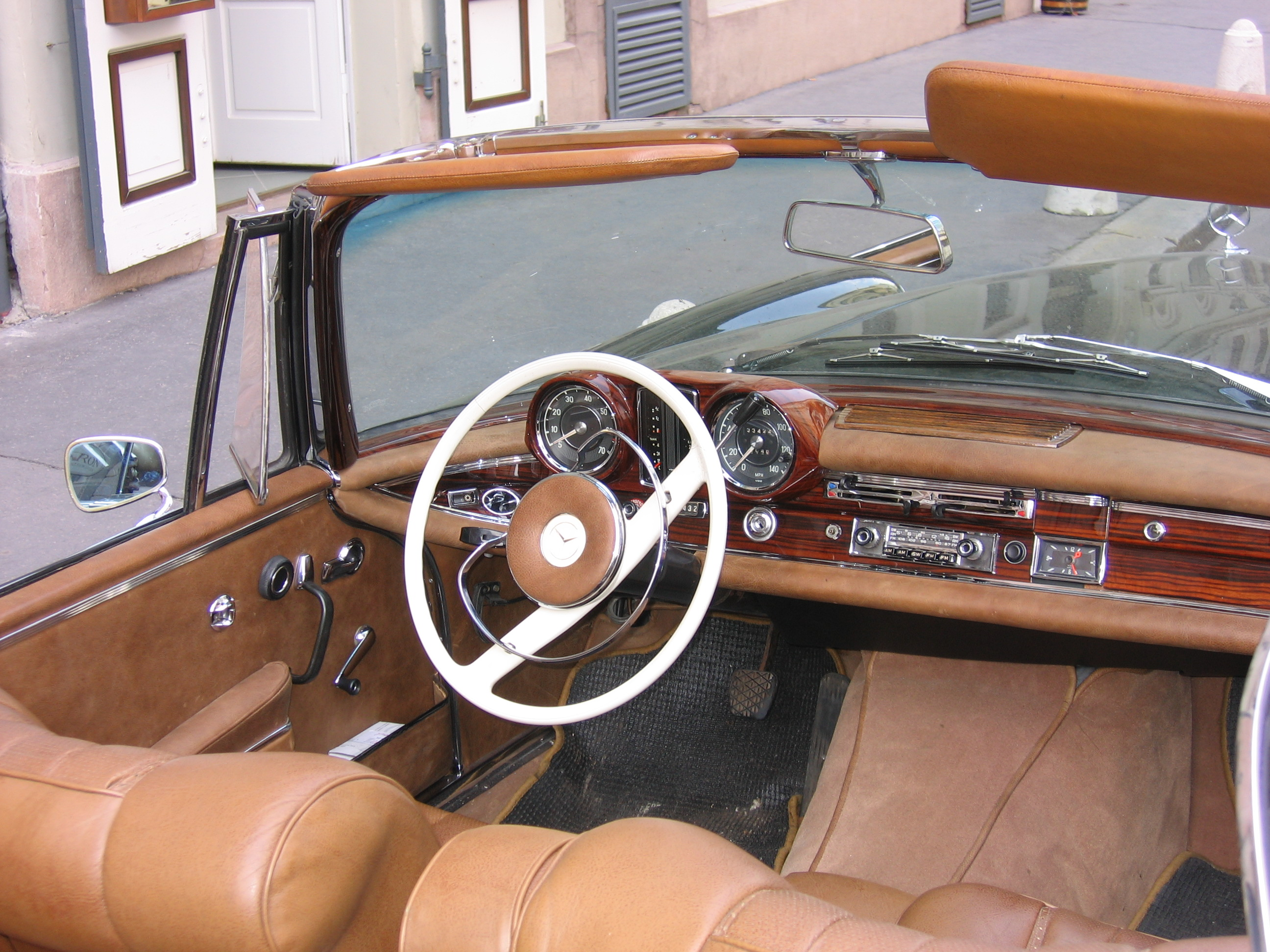
Instrumentpanelen
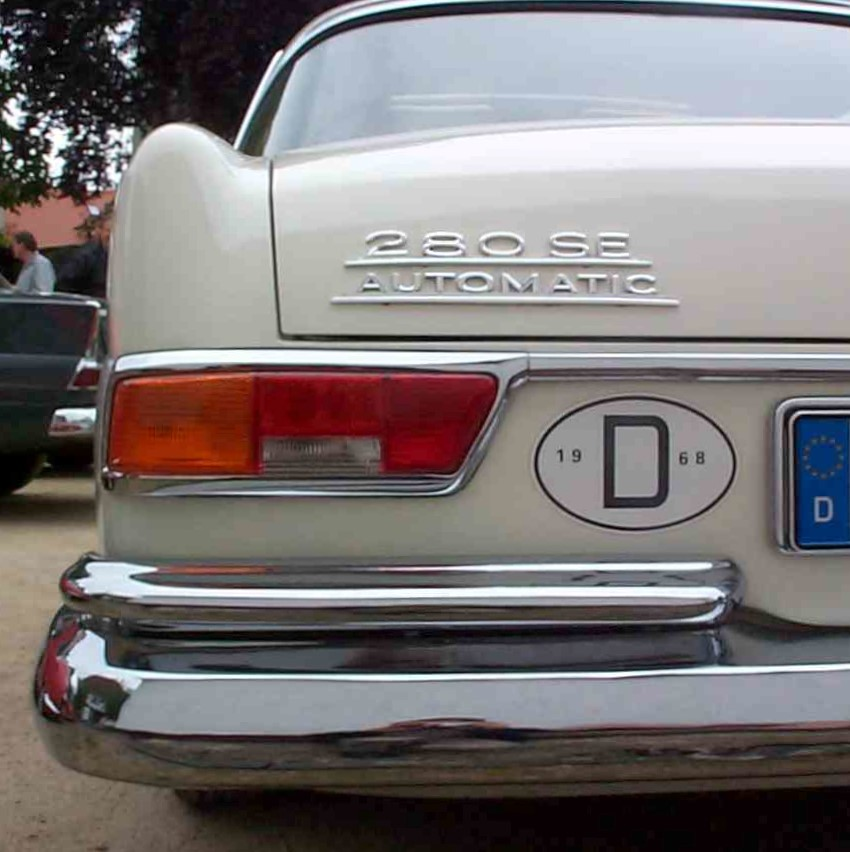
Något mildare linjeföring på coupén.